# François Louis Gatté
François Louis Gatté, född 1750, död 5 maj 1830 i Stockholm, var en fransk tecknare och tapetvävare.
Gatté var verksam som dessinatör vid de svenska tapet- och tygfabrikerna. Han medverkade med blomsterstilleben i akvarell och gouache ett flertal gånger vid Konstakademiens utställningar i Stockholm. I Christian Hammers konstsamling fanns ett i siden vävt porträtt av Gustav IV Adolf utfört av Gatté, porträttet var infattat i en snusdosa av sköldpaddsskal. Vid den bouppteckning som upprättades efter hans död omnämns en hustru och son i Lyon, men de finns inte nämnda i det av honom upprättade testamentet från 1828. I dödsboet ingick ett 50-tal colorerade mönster till västtyger samt diverse lösa gravurer och en lönefordran från kommerskollegium. 